# 亳州 (古代)
亳州，中国古代的州。
北周末年改南兖州置，治所在小黄县（隋朝改名谯县，今安徽省亳州市）。隋朝大业初年，改为谯郡。唐朝武德、乾元初复为亳州。辖境相当今安徽省亳州、涡阳、蒙城及河南省鹿邑、永城等市县地。元朝末年，刘福通起义，立韩林儿为帝，曾建都于此。 
明朝初年，以州治谯县省入，辖境缩小，寻降为县，弘治九年（1496年）复升为州。清朝雍正二年（1724年）升为亳州直隶州。雍正十三年（1735年），降为属州，隶颍州府。1913年，全国废府州厅改县，改为亳县。
| 隋代行政区划变迁 | 隋代行政区划变迁 | 隋代行政区划变迁            | 隋代行政区划变迁 | 隋代行政区划变迁 | 隋代行政区划变迁                      |
| 区划             | 開皇元年         | 開皇元年                    | 開皇元年         | 区划             | 大業3年                               |
| ---------------- | ---------------- | --------------------------- | ---------------- | ---------------- | ------------------------------------- |
| 州               | 亳州             | 譙州                        | 譙州             | 郡               | 譙郡                                  |
| 郡               | 陳留郡           | 譙郡                        | 蒙郡             | 县               | 譙县 城父县 山桑县 臨渙县 穀陽县 酇县 |
| 县               | 小黄县 浚儀县    | 渦陽县 臨渙县 白撣县 龙山县 | 蒙县             | 县               | 譙县 城父县 山桑县 臨渙县 穀陽县 酇县 |

| 唐朝亳州辖县 | 唐朝亳州辖县                                                                       |
| ------------ | ---------------------------------------------------------------------------------- |
| 618年        | 谯县、酂县、永城县、临涣县、山桑县、城父县、穀阳县                                 |
| 619年        | 谯县、酂县、永城县、临涣县、山桑县、穀阳县（城父县改属城州）                       |
| 621年        | 谯县、酂县、穀阳县（永城县、临涣县、山桑县改属北谯州，城父县、文城县、鹿邑县来属） |
| 624年        | 谯县、酂县、穀阳县、城父县、鹿邑县（废除文城县）                                   |
| 643年        | 谯县、酂县、穀阳县、城父县、鹿邑县（永城县、临涣县、山桑县来属）                   |
| 666年        | 谯县、酂县、穀阳县（改名真源县）、城父县、鹿邑县、永城县、临涣县、山桑县           |
| 689年        | 谯县、酂县、真源县（改名仙源县）、城父县、鹿邑县、永城县、临涣县、山桑县           |
| 705年        | 谯县、酂县、仙源县（改名真源县）、城父县、鹿邑县、永城县、临涣县、山桑县           |
| 742年        | 谯县、酂县、真源县、城父县、鹿邑县、永城县、临涣县、山桑县（改名蒙城县）           |
| 814年        | 谯县、酂县、真源县、城父县、鹿邑县、永城县、蒙城县（临涣县改属宿州）               |
| 821年        | 谯县、酂县、真源县、城父县、鹿邑县、永城县、蒙城县（临涣县来属）                   |
| 833年        | 谯县、酂县、真源县、城父县、鹿邑县、永城县、蒙城县（临涣县改属宿州）               |
| 905年        | 谯县、酂县、真源县、城父县（改名夷父县）、鹿邑县、永城县、蒙城县                   |

## 刺史
| 唐朝亳州刺史 - 丁叔则（619年） - 谢统师（621年—622年） - 蔺谟（622年—625年） - 徐康（贞观年间） - 哲（636年） - 王同人（贞观年间） - 吉谦（贞观年间） - 李檀（贞观年间） - 杜安期（贞观年间） - 裴思庄（642年） - 张文琮（贞观末年） - 韩伦（唐高宗初年） - 权知节（唐高宗时） - 郑仁恺（唐高宗时） - 樊思孝（唐高宗时） - 崔仲立（垂拱年间） - 裴贞（垂拱年间） - 沈伯仪（690年） - 崔神鼎（武周时） - 崔揣（武周时） - 李绛（武周时） - 李逊（704年—705年） - 姚崇（705年） - 桓彦範（706年） - 卢粲（唐睿宗时） - 韩令英（唐睿宗时） - 杨慎交（开元初年） - 萧宪（718年） - 裴恪（开元前期） - 高惩（722年） - 李行正（731年） - 王某（732年） - 李升朝（735年前后） - 赵冬曦（738年） - 郑愿（741年） - 卢重明（开元末年） - 谯郡太守 | - 唐昇（757年—759年） - 刘瓌（大历初年） - 张令晖（大历年间） - 李瀚（大历年间） - 裴谞（大历年间） - 李芃（776年） - 卢幼卿（大历年间） - 孙遘（大历年间） - 卢瑗（792年） - 许孝常（796年） - 杨凝（798年—799年） - 田颍（820年—822年） - 张遵（826年—827年） - 李繁（827年—829年） - 裴弘泰（835年—836年） - 王玄质（840年） - 杨汉公（841年—843年） - 孙公乂（843年—845年） - 李暨（851年） - 魏中庸（852年） - 韦仕符（853年） - 李某（856年） - 韩宾（大中年间） - 杜子迁（大中年间） - 辛谠（869年） - 韩憬（咸通年间） - 杨知退（876年） - 潘稠（880年—883年） - 宋衮（887年） - 赵克裕（光启年间） - 谢瞳（890年） - 高劭（景福年间） - 牛存节（898年） - 张慎思（光化年间） - 寇彦卿（天祐年间） - 李思安（907年） - 郑行之 |